# 558 (tal)
558 är det naturliga heltal som följer 557 och följs av 559.

## Matematiska egenskaper
- 558 är ett jämnt tal.
- 558 är ett sammansatt tal.
- 558 är ett ymnigt tal.
- 558 är ett praktiskt tal.
- 558 är ett Harshadtal.

## Inom vetenskapen
- 558 Carmen, en asteroid.